# Nolvik
Nolvik är en tätort i Göteborgs kommun i Västra Götalands län.

## Befolkningsutveckling
År 1990 räknade SCB den norra delen av Nolvik som en separat småort med småortskod S4641. Den hade 181 invånare på en yta av 27 hektar. Från och med 1995 räknas detta område som en del av tätorten.
| Befolkningsutvecklingen i Nolvik 1990–2020              | Befolkningsutvecklingen i Nolvik 1990–2020 | Befolkningsutvecklingen i Nolvik 1990–2020 | Befolkningsutvecklingen i Nolvik 1990–2020 | Befolkningsutvecklingen i Nolvik 1990–2020 |
| ------------------------------------------------------- | ------------------------------------------ | ------------------------------------------ | ------------------------------------------ | ------------------------------------------ |
|                                                         |                                            |                                            |                                            |                                            |
| År                                                      |                                            |                                            | Folkmängd                                  | Areal (ha)                                 |
| 1990                                                    | 1990                                       |                                            | 254                                        | 32                                         |
| 1995                                                    | 1995                                       |                                            | 614                                        | 81                                         |
| 2000                                                    | 2000                                       |                                            | 844                                        | 84                                         |
| 2005                                                    | 2005                                       |                                            | 987                                        | 87                                         |
| 2010                                                    | 2010                                       |                                            | 1 025                                      | 88                                         |
| 2015                                                    | 2015                                       |                                            | 1 373                                      | 185                                        |
| 2020                                                    | 2020                                       |                                            | 1 489                                      | 187                                        |
| Anm.: Ny tätort 1990. sammanvuxen med Nolviks kile 2015 |                                            |                                            |                                            |                                            |